# Tadesse Abraham
Tadesse Abraham (Asmara, 12 de agosto de 1982) es un deportista suizo de origen eritreo que compite en atletismo, especialista en la prueba de maratón.
Ganó dos medallas en el Campeonato Europeo de Atletismo, oro en 2016 y plata en 2018.
Participó en dos Juegos Olímpicos de Verano, en los años 2016 y 2020, ocupando el séptimo lugar en Río de Janeiro 2016, en la maratón.

## Palmarés internacional
| Campeonato Europeo | Campeonato Europeo       | Campeonato Europeo | Campeonato Europeo |
| Año                | Lugar                    | Medalla            | Prueba             |
| ------------------ | ------------------------ | ------------------ | ------------------ |
| 2016               | Ámsterdam (Países Bajos) | Medalla de oro     | Media maratón      |
| 2018               | Berlín (Alemania)        | Medalla de plata   | Maratón            |

| Otras Competiciones | Otras Competiciones  | Otras Competiciones | Otras Competiciones |
| Año                 | Lugar                | Medalla             | Prueba              |
| ------------------- | -------------------- | ------------------- | ------------------- |
| 2024                | Maratón de Barcelona | Medalla de oro      | Maratón             |